# Histura chlorotypa
Histura chlorotypa es una especie de polilla de la familia Tortricidae. Se encuentra en Paraná, Brasil.